# Menno Huising
Menno Huising (Wateringen, 8 november 2004) is een Nederlandse wielrenner die uitkomt op de weg voor Team Visma-Lease a Bike.

## Carrière
Als eerstejaars junior, in 2021, werd Huising onder meer zesde in het eindklassement van Aubel-Thimister-Stavelot en twaalfde in dat van de Vredeskoers. Op het Europese kampioenschap eindigde hij op plek 21 in de wegwedstrijd. Eind oktober werd hij, achter Tibor Del Grosso en Lucas Janssen, derde in het nationale kampioenschap op de weg. Een week later werd hij vijfde op het Europese kampioenschap veldrijden. In maart 2022, aan het begin van zijn tweede seizoen als junior, won Huising La Bernaudeau Junior. Een maand later won hij een etappe en het algemeen klassement in de Gipuzkoa Klasika. Na begin mei een etappe te hebben gewonnen in de Vredeskoers, werd hij later die maand tweede in de Ronde van Vlaanderen, achter de Est Romet Pajur. In augustus won hij tweede etappes en het bergklassement in de Ronde van de DMZ, een vijfdaagse etappekoers in Zuid-Korea. In het algemeen klassement bleef enkel zijn ploeggenoot Max van der Meulen hem voor. Op het wereldkampioenschap werd hij zesde in de door Emil Herzog gewonnen wegwedstrijd. Zijn wegseizoen sloot hij af met een vierde plek in de Chrono des Nations, alvorens nog enkele veldritten te rijden.
In 2023 maakte Huising, als belofterenner, de overstap van Willebrord Wil Vooruit naar de opleidingsploeg van Jumbo-Visma. Vroeg in het seizoen won hij het bergklassement in de Istrian Spring Trophy. Later in het voorjaar werd hij onder meer veertiende in Luik-Bastenaken-Luik voor beloften en won hij de Ardense Pijl. In juni, vlak na zijn deelname aan de Giro Next Gen, werd bekend dat Huising in 2025 de overstap van de opleidingsploeg naar de hoofdmacht van Jumbo-Visma zou maken. Aan het eind van het seizoen werd hij nog onder meer negentiende in de wegwedstrijd voor beloften op het Europese kampioenschap en elfde in de Coppa Città di San Daniele, waar zijn ploeggenoten Archie Ryan, Tijmen Graat en Darren van Bekkum het volledige podium bezetten.
In mei 2024 werd Huising, achter ploeggenoot Darren van Bekkum en Jarno Widar, derde in het eindklassement van de Ronde van de Isard, een vijfdaagse etappekoers voor beloften. Namens de hoofdmacht van de ploeg nam hij dat jaar deel aan onder meer de Internationale Wielerweek en de Ronde van Noorwegen. In de Ronde van Friuli-Venezia Giulia eindigde hij op de zevende plek in het klassement, op bijna vijf minuten van ploeggenoot Jørgen Nordhagen. Op het wereldkampioenschap in Zürich werd hij achttiende in de wegwedstrijd voor beloften.

## Overwinningen
2022
La Bernaudeau Junior
1e etappe Gipuzkoa Klasika
Eindklassement Gipuzkoa Klasika
3e etappe Vredeskoers
4e en 5e etappe Ronde van de DMZ
Bergklassement Ronde van de DMZ
2023
Bergklassement Istrian Spring Trophy
Ardense Pijl

## Resultaten in voornaamste wedstrijden
|      | \| Jaar \| Strade Bianche \| Clásica San Sebastián \| \| ---- \| -------------- \| --------------------- \| \| 2025 \| opgave \| 75e \| |                       |
| Jaar | Strade Bianche | Clásica San Sebastián |
| 2025 | opgave | 75e                   |

## Ploegen
- 2023 –  Jumbo-Visma Development Team
- 2024 –  Team Visma | Lease a Bike Development
- 2025 –  Team Visma-Lease a Bike